# Route nationale 4 (Saint-Pierre-et-Miquelon)
Pour les articles homonymes, voir Route nationale 4.
La route nationale 4 ou RN 4 est une route nationale française de Saint-Pierre-et-Miquelon.

## Tracé
- Aérodrome de Miquelon
- Centre-ville de Miquelon
- Port de Miquelon